# Peter Zurbriggen
Peter Stephan Zurbriggen (ur. 27 sierpnia 1943 w Brig-Glis, zm. 28 sierpnia 2022 tamże) – szwajcarski duchowny rzymskokatolicki, doktor prawa kanonicznego, dyplomata watykański, arcybiskup, delegat apostolski, a następnie
nuncjusz apostolski w Mozambik w latach 1993–1998, nuncjusz apostolski w Gruzji, akredytowany również w Armenii i Azerbejdżanie w latach 1998–2001, nuncjusz apostolski na Litwie, równocześnie akredytowany na Łotwie i Estonii w latach 2001–2009, administrator apostolski Estonii w latach 2001–2005, nuncjusz apostolski w Austrii w latach 2009–2018.

## Życiorys
10 października 1969 otrzymał święcenia kapłańskie i został inkardynowany do diecezji Sion. W 1970 rozpoczął przygotowanie do służby dyplomatycznej na Papieskiej Akademii Kościelnej.
13 listopada 1993 został mianowany przez Jana Pawła II nuncjuszem apostolskim w Mozambiku oraz arcybiskupem tytularnym Glastonia. Sakry biskupiej 6 stycznia 1994 udzielił mu papież Jan Paweł II.
Następnie w 1998 został przedstawicielem Watykanu w Gruzji. Równocześnie został akredytowanym w innych krajach regionu: w Armenii i Azerbejdżanie.
25 października 2001 został przeniesiony do nuncjatury na Litwie, z akredytacją również na Łotwie i w Estonii. Od 18 listopada 2001 do 1 kwietnia 2005 był zarazem administratorem apostolskim „ad nutum Sanctae Sedis" Estonii.
Od 14 stycznia 2009 pełni funkcję nuncjusza w Austrii. 30 listopada 2018 przeszedł na emeryturę.
W 2009 odznaczony Krzyżem Komandorskim Orderu Zasługi Rzeczypospolitej Polskiej.